# آندره‌آ ماراتزی
آندره‌آ ماراتزی (ایتالیایی: Andrea Marrazzi; ۲ اکتبر ۱۸۸۷ – ۱۸ اکتبر ۱۹۷۲) شمشیرباز اهل ایتالیا بود.
وی در مسابقات کشوری و بین‌المللی در مجموع برندهٔ ۱ مدال طلا شده‌است.